# Grande-Bretagne aux Jeux paralympiques d'été de 1980
La Grande-Bretagne participe aux Jeux paralympiques d'été de 1980 à Arnhem. Elle y remporte cent médailles : quarante sept en or, trente deux en argent et vingt un en bronze, se situant à la cinquième place des nations au tableau des médailles. La délégation britanniques regroupe 96 sportifs.